# Round Rock (Texas)
Round Rock ist eine Stadt im Williamson County des US-Bundesstaats Texas in der Nähe von Austin. Das U.S. Census Bureau hat bei der Volkszählung 2020 eine Einwohnerzahl von 119.468 ermittelt.

## Geschichte
1851 wurde eine kleine Gemeinde am Ufer des Brushy Creek gegründet. In der Nähe der Gemeinde war ein großer runder Felsen, genannt Round Rock, der sich zum Teil inmitten des Sees befand. Dieser Felsen markierte eine bequeme, niedrige Wasserüberquerung für Wagen, Pferde und Rinder.
Der erste Postmeister nannte diese Gemeinde Brushy Creek. 1854 wurde die kleine Siedlung, zu Ehren des mittlerweile berühmt gewordenen Felsens, in Round Rock umbenannt.

## Wirtschaft und Infrastruktur
In Round Rock befindet sich die Firmenzentrale von Dell sowie eine Fertigungsstätte der Cypress Semiconductor Corporation.

## Söhne und Töchter der Stadt
- Barbette (1899–1973), Trapezkünstler im Zirkus